# Hypnum recurvatum
Hypnum recurvatum là một loài Rêu trong họ Hypnaceae. Loài này được (Lindb. & Arnell) Kindb. mô tả khoa học đầu tiên năm 1891.

## Hình ảnh

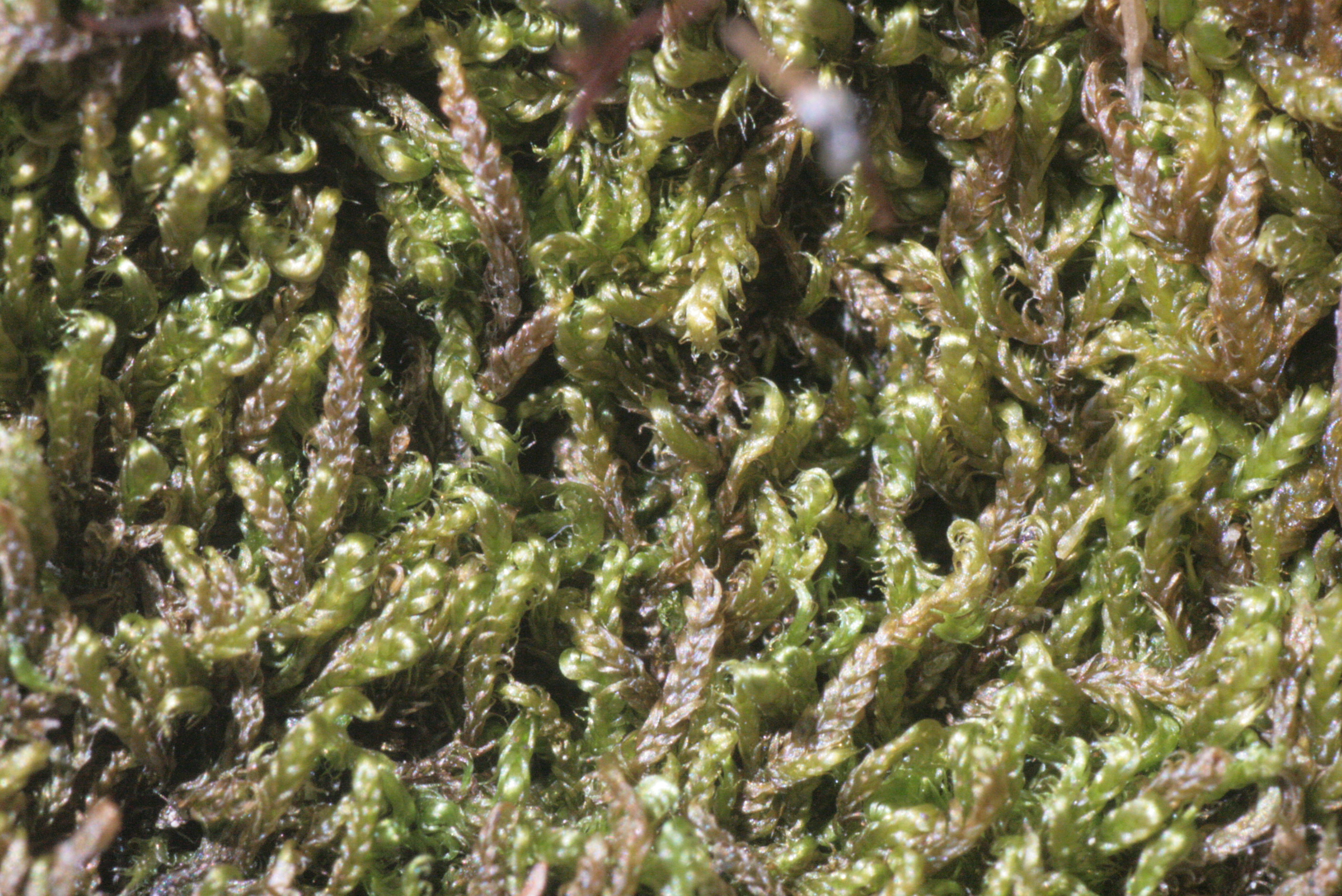
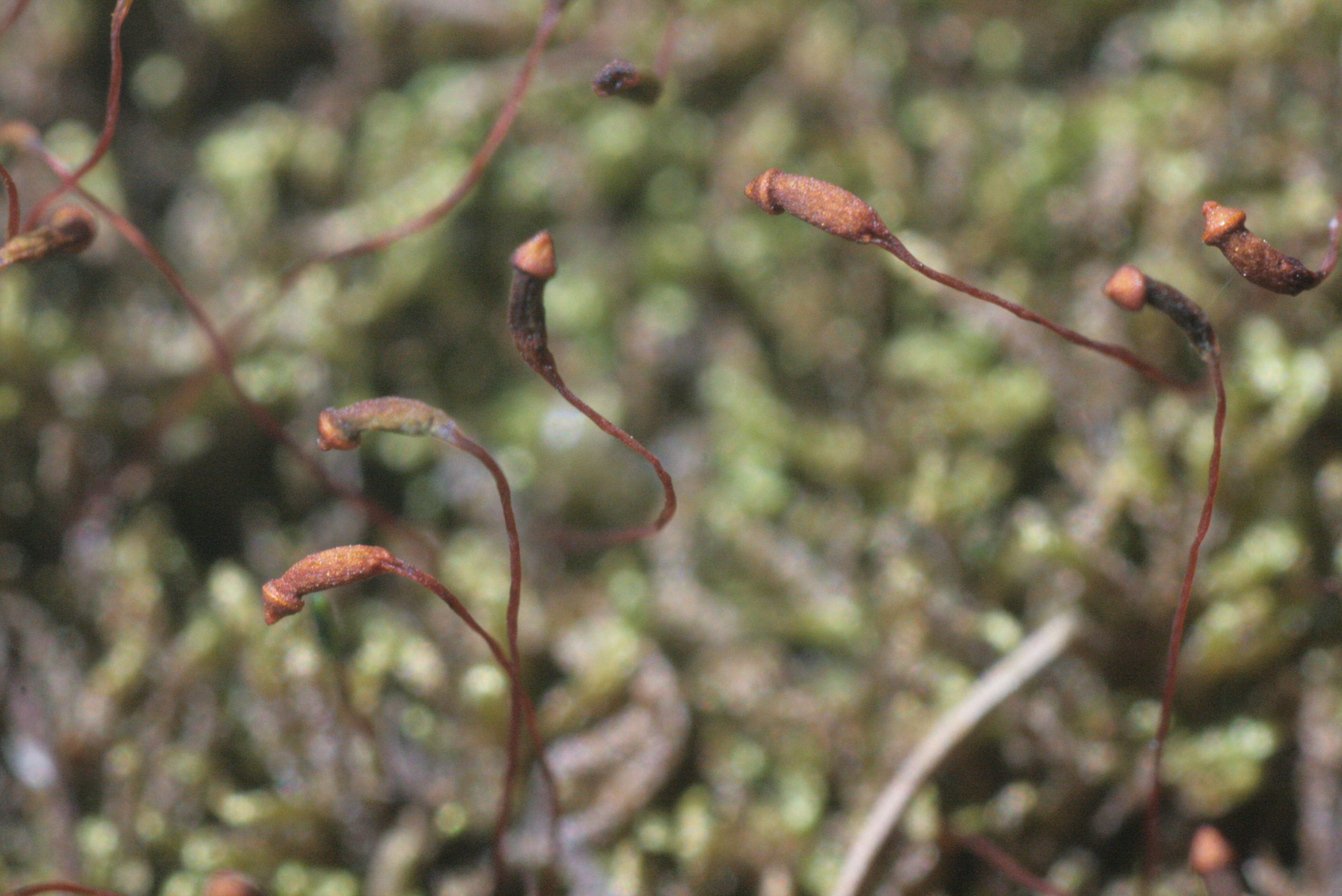
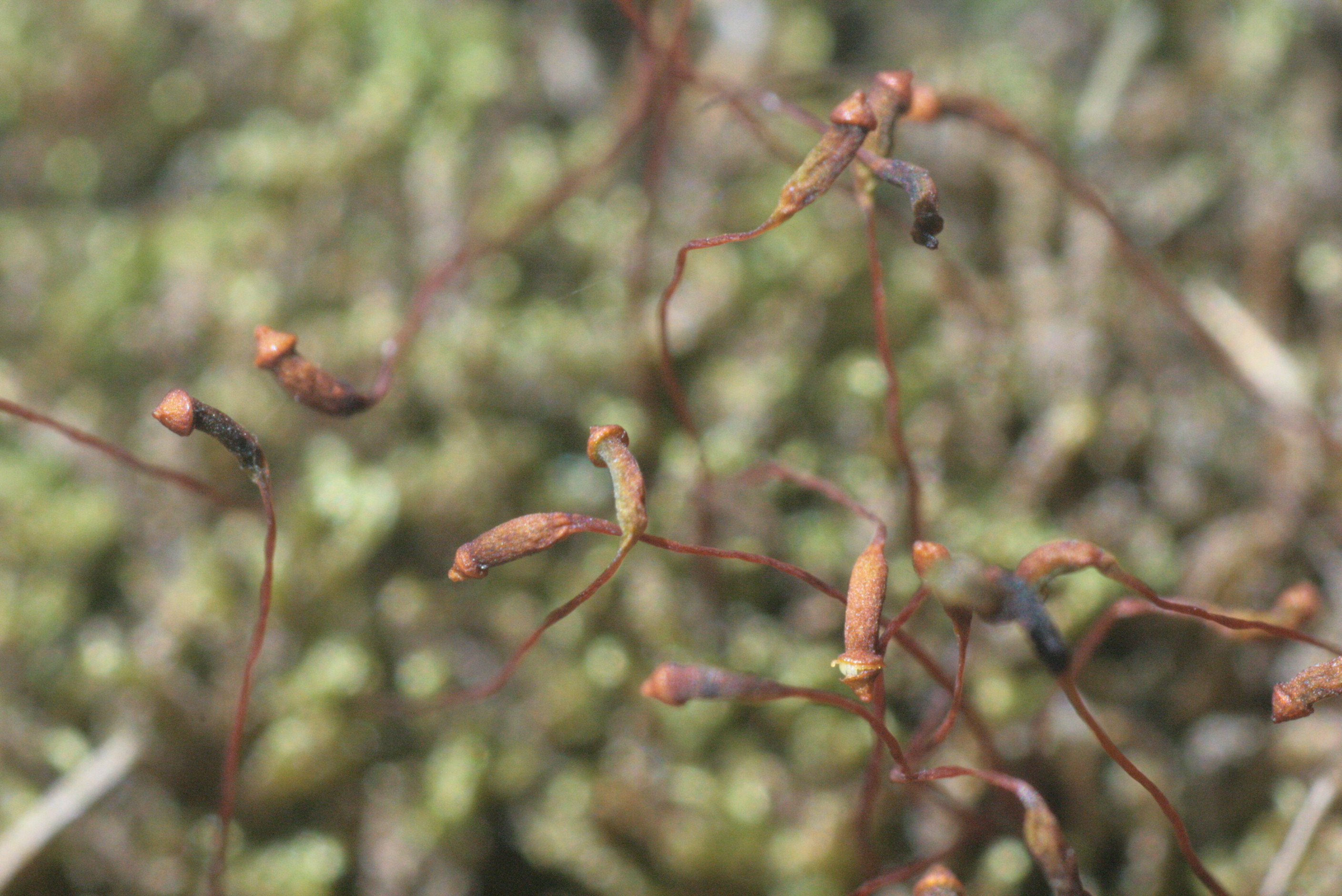
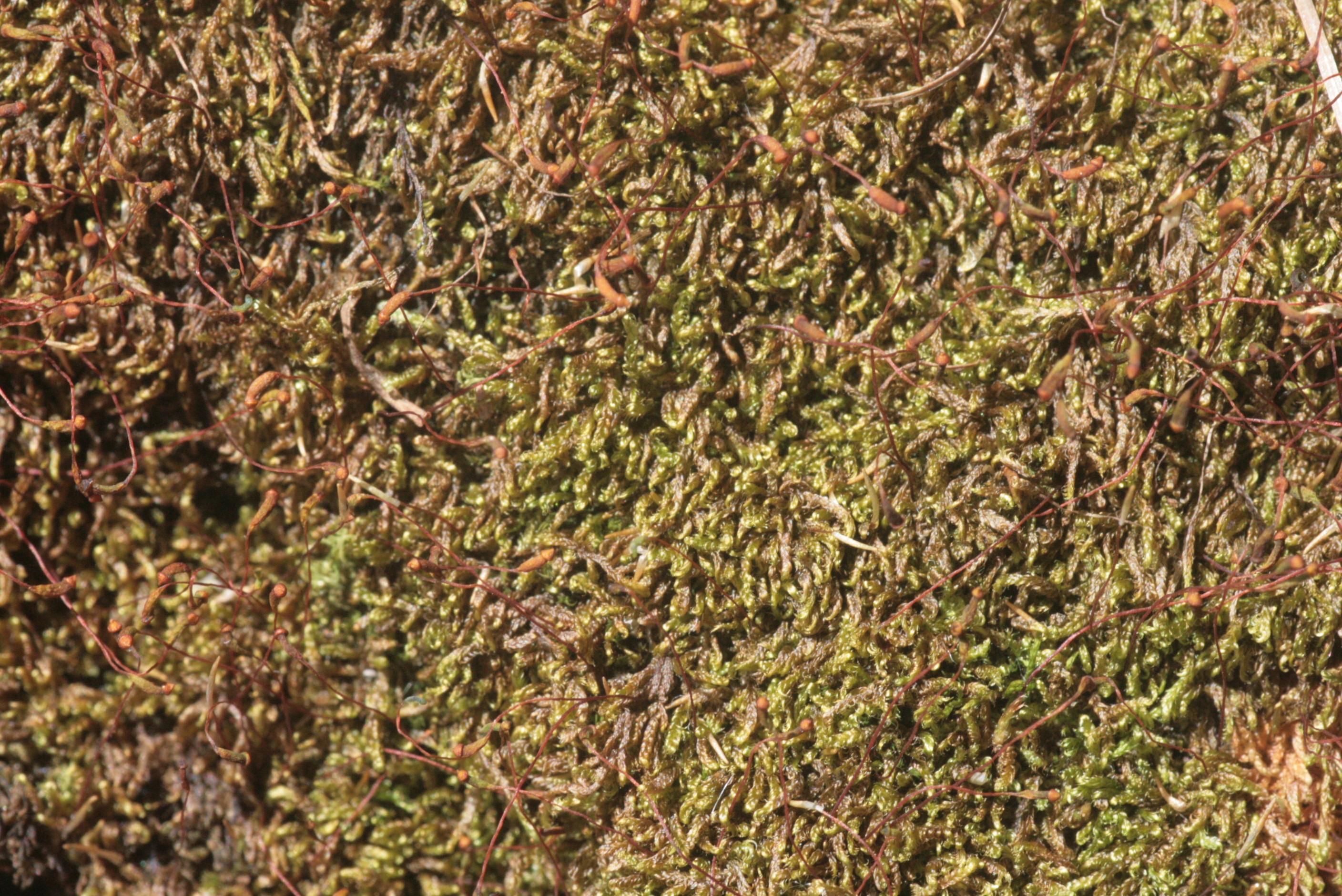